# 547666 Morgon
547666 Morgon è un asteroide della fascia principale. Scoperto nel 2005, presenta un'orbita caratterizzata da un semiasse maggiore pari a 2,2325566 au e da un'eccentricità di 0,1384732, inclinata di 4,31050° rispetto all'eclittica.